# Conus ferrugatus
Conus ferrugatus é uma espécie de gastrópode do gênero Conus, pertencente à família Conidae.